# Volvo Open 70
Volvo Open 70 (VO70) — класс гоночных яхт, предназначенных для кругосветной гонки Volvo Ocean Race. Яхты класса впервые принимали участие в гонке 2005—2006 (вместо яхт Volvo Ocean 60). В гонке Volvo Ocean Race 2014-15 заменен на класс Volvo Ocean 65.
Класс Volvo Open 70 не определяет требования к дизайну яхты, а устанавливает ограничения относительно чрезмерного повышения ходовых качеств яхты за счет уменьшения безопасности. В 2006 году вышла версия 2 Volvo Open 70, в 2011 — версия 3.

## Особенности конструкции
Яхта оборудована килем, который способен отклоняться до 40 градусов для создания более эффективного противодействия крену и дрейфу.
Корпус яхты имеет широкое плоское днище и широкую корму, вместе с противодействием крену отклонением киля обеспечивают высокую скорость за счёт выхода яхты на режим глиссирования. В корме яхты также размещена специальная ёмкость для приёма до 1 тонны забортной воды, что способствует глиссированию вследствие притапливания кормы и подъёма носовой части.
При передвижении с креном широкое плоское днище и широкая корма также способствуют высокой скорости — из-за уменьшения сопротивления воды с уменьшением площади смоченной поверхности днища.
Для уменьшения относительного веса и повышение остойкости корпус яхты и такелаж изготавливают из стекловолокна, арамидных или углеродных волокон.

## Размеры
| Параметр      | Значение     | Imperial           |
| ------------- | ------------ | ------------------ |
| Длина         | 21.5 м       | 70.5 ft            |
| Ширина        | 5,0—5,7 м    | 16.4 — 18.7 ft     |
| Осадка        | 4,5 м        | 14.8 ft            |
| Мачта         | 31,5 м       | 103.3 ft           |
| Водоизмещение | 14 000 кг    | 30,870 lb          |
| Балласт       | 6000—7400 кг | 13,232 — 16,320 lb |
| Киль          | 4,5 м        | 14.8 ft            |
| Грот          | 175 м2       | 1,883 sq'          |
| Стаксель      | 94 м2        | 1,011 sq'          |
| Спинакер      | 500 м2       | 5,381 sq'          |
| Геннакер      | 350 м2       | 3,767 sq'          |

## Рекорды
Класс зарекомендовал себя как самый быстрый среди однокорпусных яхт из когда-либо построенных. На сегодняшний день все основные рекорды среди однокорпусных яхт принадлежат яхтам класса VO70. Например:
- В октябре 2008 года яхта Ericsson 4 официально прошла 596,6 морских миль за 24 часа, установив рекорд суточного перехода; скорость ветра составляла около 40 узлов, средняя скорость яхты — 24,8 узла.
- В 2010 году яхта VO70 Delta Lloyd (бывший ABN AMRO 1) установила новый рекорд Ла-Манша.
- В 2010 году яхта VO70 Groupama 70 (бывший Ericsson 4) побила рекорд гонки вокруг Великобритании и Ирландии.

## Ссылка
1. ↑  http://noticeboard.volvooceanrace.org/wp-content/uploads/volvo-open-70-v2-amend11.pdf (недоступная+ссылка)